# کتانکودی
کتانکودی (به لاتین: Kattankudy Divisional Secretariat) یک منطقهٔ مسکونی در سری‌لانکا است که در ناحیه باتیکالوا واقع شده‌است.